# 阿曼達·戈爾曼
阿曼達·S·C·戈爾曼（英語：Amanda S. C. Gorman，1998年3月7日—），美國詩人與社會活動家，首位國家青年桂冠詩人，其詩作題材主要集中在壓迫、女權主義、美國種族問題、社會排斥與非裔族群上。她在2015年以17歲之齡出版詩集《為食不果腹者》（The One for Whom Food Is Not Enough）。2021年，戈爾曼在2021年美國總統就職典禮上朗讀其詩作《我們攀登的山丘》，她在典禮上朗誦的詩作贏得國際讚譽，不久之後，其詩集成為暢銷書，還獲得一份專業管理合同。同年2月，戈曼獲選為《時代》百大次世代領導人「奇才」之一，其簡介由演員林-曼努爾·米蘭達撰寫。

## 早年生活和教育
戈爾曼在1998年3月7日出生於美國加利福尼亞州洛杉磯，由其任職英語教師的單身母親瓊恩（Joan）獨力扶養長大，並有兩個兄弟姊妹，其中加布麗埃勒（Gabrielle）為其攣生姐妹，長大後成為一位社會活動家與電影製片人。戈曼表示自己在缺乏電視信號的環境下長大，並形容年少時的她是一位「奇怪的小孩」，在母親的鼓勵下喜愛閱讀和寫作。
戈爾曼患有中樞聽覺處理障礙，對聲音非常敏感，也因此在兒時有著發音上的問題，她在此期間曾接受過言語治療。《哈佛克里姆森報》的伊莉妲·科查里安（Elida Kocharian）在2018年寫道：「戈爾曼並不認為自己的言語障礙是短板，而是將其視為天賦或力量」。戈爾曼在同年接受《哈佛校報》的訪問時稱：「我一直把它（言語障礙）視作一種優勢，自從有了聽覺和語言上的障礙後，我變得非常擅長閱讀和寫作。當我在童年時意識到這回事時，我向媽媽唸誦了瑪麗安娜·威廉森的名句：『我們最深的恐懼不是信心不足，而是我們強大到無可估量』」。2021年，戈爾曼登上《CBS今晨》時向主播之一的安東尼·曼森表示會用歌唱的方式舒緩自己的病情：「我最喜歡唱的歌是《漢密爾頓》的〈阿龍·伯爾，先生〉（Aaron Burr, Sir,），原因是整首歌都充滿著R音，而我心想，如果我能跟上萊斯利的節奏的話，那我就能說出詩中的R音了」。
戈爾曼的K–12時段皆就讀於加州聖塔莫尼卡的私立新路學校（New Roads School），她在中學時獲得米爾肯家庭基金會的大學獎學金。畢業後，戈爾曼前往哈佛大學修讀社會學，期間曾在2019年到西班牙的馬德里留學一個學期，後在2020年以ΦΒΚ會會員身份學成，並獲得優等拉丁文學位榮譽。

## 詩人生涯

### 2014–15
戈爾曼的詩作題材主要集中在壓迫、女權主義、美國種族問題、社會排斥與非裔族群。她表示自己在2013年看到諾貝爾和平獎得主马拉拉·优素福扎伊的演講後受到啟發，立志成為聯合國的青年大使。戈曼在隔年獲選為洛杉磯首位青年桂冠詩人。她在同年據報正為自己在過去兩年內寫的小說編修初稿，當時其年僅16歲。2015年，戈爾曼的第一部詩集《為食不果腹者》（The One for Whom Food Is Not Enough）。

### 2016–20

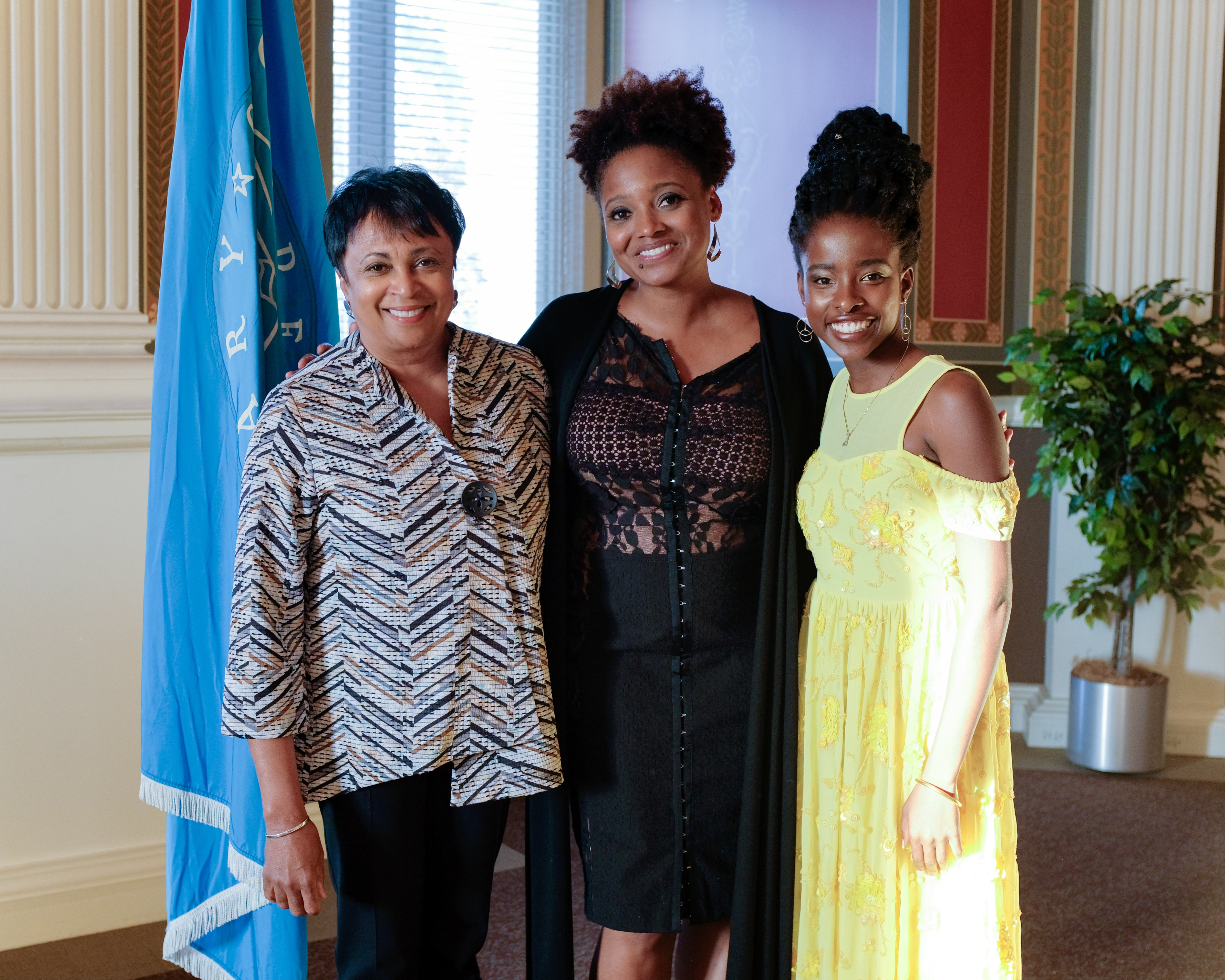
2017年的美國國會圖書館館長卡拉·海登（左）、桂冠詩人崔西·K·史密斯（中）與戈爾曼

戈爾曼在2016年以18歲之齡創立非營利組織「一支筆一頁紙」（One Pen One Page），鼓勵青年寫作和發揮領導力。隔年4月，她從五位候選人中突圍而出，成為首位國家青年桂冠詩人，之後獲耐克邀請為黑人運動員寫詩打氣，還與維京出版社合作，發行兩本兒童向畫集。
2017年9月18日，戈爾曼成為為美國國家圖書館的文學季活動開幕的青年詩人，她在圖書館內朗讀其為此活動和慶祝崔西·K·史密斯成為桂冠詩人所作的詩《在這地方：一首美國抒情詩》（In This Place: An American Lyric），全程由音樂電視網直播。摩根圖書館與博物館隨後購得《在這地方：一首美國抒情詩》，並在2018年在伊莉莎白·畢肖普的作品附近展出。此外，戈爾曼還在2017年獲得媒體公司「OZY」每年頒發的1萬美元獎學金，該獎學金志在給予「追求卓越理念和革新想法」的10位大學生。她更表示希望在2036年角逐美國總統職位，隨後幾年亦不斷提起這願望。被選為《魅力》10大「2018年度大學女性」時，戈爾曼表示：「以年輕黑人女性的身份啟發人們是我想在政治範疇上繼續做下去的事，我想把它化做現實和行動，而不僅僅流於文筆之上」。
戈爾曼在2019年獲列入《根源雜誌》的25大「青年未來人」內，成為「25位在社會正義與行動主義、藝術與文化、企業與公司創新、科學與技術和綠色創新領域表現卓越的優秀傑出非裔美國人」之一。2020年5月，她在約翰·卡拉辛斯基的網路劇《一些好消息》上與奧花·雲費進行視像會談，並為受美國COVID-19疫情而無法回校的學生發表畢業典禮演講。同年，戈爾曼發表關於氣候變化的詩作《地出》（Earthrise）。

### 2021年與美國總統就職典禮

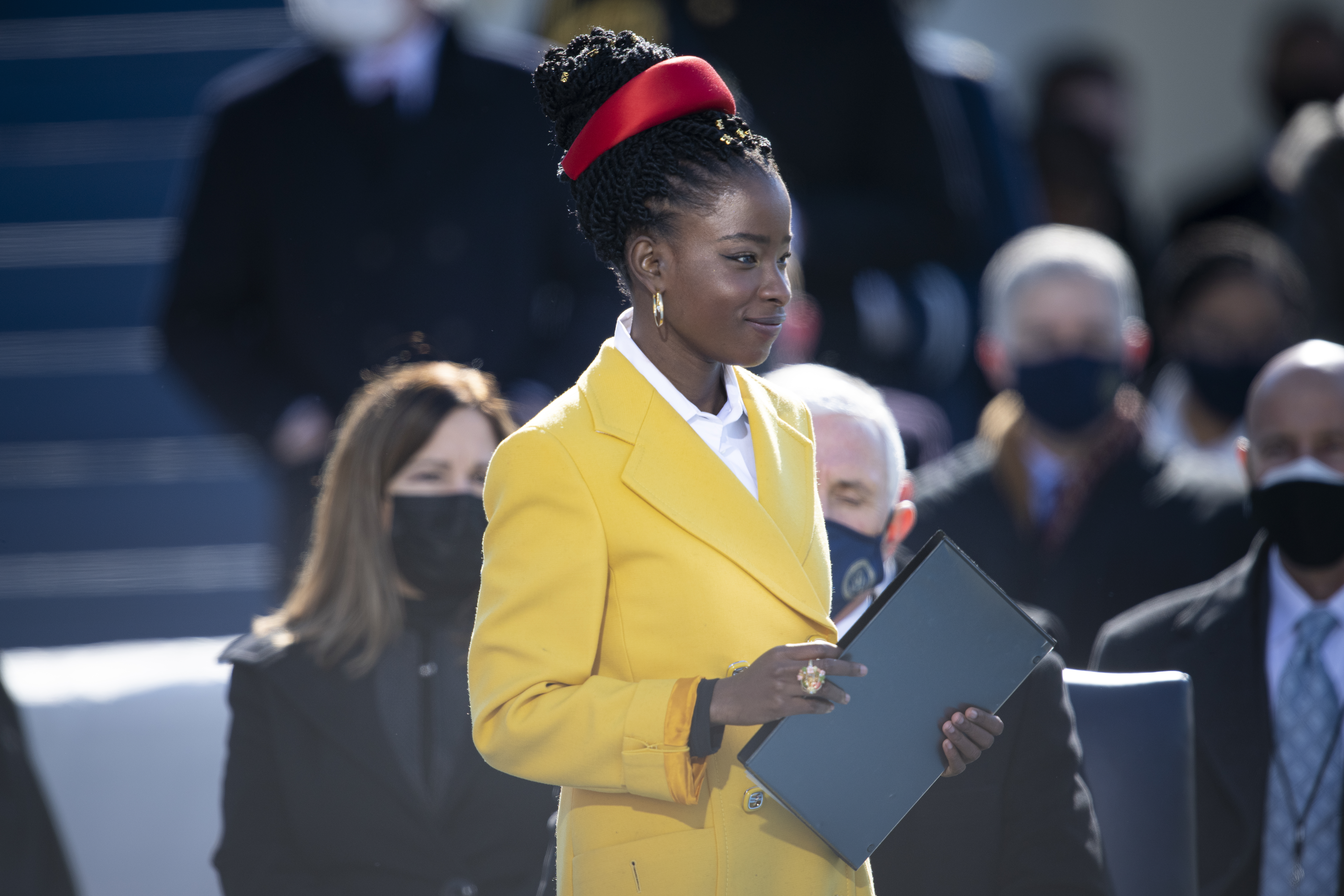
在2021年美國總統就職典禮準備朗誦《我們攀登的山丘》的戈爾曼

受候任第一夫人吉兒·拜登的邀請，戈爾曼在2021年1月20日的美國總統就職典禮上誦讀其詩作《我們攀登的山丘》，是美國史上最年輕的總統就職典禮詩人。稍早前的1月6日，她為了回應衝擊國會大廈事件而修改部分詩詞。在就職典禮的前一周，戈爾曼接受《華盛頓郵報》評論家羅恩·查爾斯（Ron Charles）的訪問時表示：「我希望我的詩（《我們攀登的山丘》）在未來成為團結美國的契機 […] 憑藉自己的言詞，我便能為我國開創新的篇章和時代」。在登台誦詩前，她向《CBS今晨》的其中一位主播安東尼·曼森說：「其中一個我會在朗誦前做的事，是對自己念一句咒語：『我是黑人作家的女兒。我們是破牢而出並改變世界的自由鬥士的後代』。這就是我為需要去完成的任務做好準備的方式」。就職典禮後，前任美國國務卿與第一夫人希拉蕊·克林頓發推文表示支持戈爾曼於2036年競逐總統職位。
在總統就職典禮上頌詩後不久，戈爾曼即將於2021年9月出版的兩本作品《我們攀登的山丘》（詩集）和《變革在歌唱：兒童的國歌》（Change Sings: A Children's Anthem）登上亞馬遜暢銷書榜單的首位。由奧花·雲費撰寫序言的實體書版《我們攀登的山丘》則在同年3月16日發行，而她即將出版的三本書的初版都將印刷一百萬冊。2021年2月，2020年布克國際獎得主瑪麗克·盧卡斯·莉涅維德在被抨擊不應由白人擔任翻譯後，決定辭謝將戈爾曼的詩作翻譯為荷蘭語的邀約。
戈爾曼在總統就職典禮上穿著的普拉達服飾亦備受注目，模特事務所IMG模特和其母公司威廉·莫里斯奮進不久之後便跟她簽訂了時尚美容方面的代理合約。而Writers House和the Gang, Tyre, Ramer, Brown and Passman則分別是戈爾曼在文學和法律事務上的代理人。她隨後受國家美式足球聯盟所託撰寫一首全新的詩作，在2021年2月7日第五十五届超级碗賽前儀式上播出的介紹三位擲硬幣的榮譽隊長的影片中朗讀。《華盛頓郵報》報導指三位榮譽隊長美國海軍老兵詹姆斯·馬丁（James Martin）；老師特里梅恩·戴維斯（Trimaine Davis）；以及ICU護士長蘇茜·多納（Suzie Dorner）都是必不可少的工作者。在超級碗誦讀其新詩作《隊長們的合唱》（Chorus of the Captains）前，戈爾曼接受《滾石雜誌》訪問時表示：「超級碗上出現詩歌對藝術和我國而言都是一大壯舉，意味著即使我們感到孤單，我們還是會富有想像力地對人際關係進行思考」。
戈曼隨後登上《時代雜誌》2021年2月號的封面。同年3月，她在被一位自己家附近的保安種族歸納後發推文稱：「他沒有抱歉就離開了。這就是黑人女孩要面對的現實：即使你有一天被視為榜樣，但到了另一天，你便是他們的眼中釘」。之後其再補充道：「就某程度而言，他是沒錯的。我是個威脅：對不公義、不平等和不知情的威脅。任何說真話並懷抱著希望向前走的人，對權力來說都是顯而易見且具毀滅性的危險，一種光榮的威脅」。

## 影響
戈爾曼形容自己的早期創作時表示其風格很像《绿山墙的安妮》，直至在中學接觸到托妮·莫里森的作品後才「那（莫里森的作品）故事實際上是可以發生在我，或是類似的人身上的」。《紐約觀察家報》在2019年寫道：「在高中時，她（戈爾曼）閱讀了其他黑人女性的詩歌，例如奧德雷·洛德和菲莉絲·惠特利，並開始寫詩評論諸如交叉性女權主義和種族等社會正義問題」。談到時尚與詩歌之間的聯繫時，戈爾曼表示應循多門學科的角度表達自我。《時尚》在2019年指她受到马娅·安杰卢、薩塞克斯公爵夫人梅根和米歇爾·奧巴馬等偶像的啟發，她對此表示：「時尚為語言帶來獨一無二的視覺美學，當我在舞台上朗誦時，我不僅會考慮該穿著什麼衣服，還會思考到底我的『瓦干達萬歲』T恤和黃色短裙會怎樣訴說我詩人的身份」。

## 個人生活
戈曼是一位天主教徒，也是洛杉磯聖布麗姬天主教堂（St. Brigid Catholic Church）的成員。她在拜登就職典禮的隔天登上《詹姆斯·柯登深夜秀》時稱柯登是其「有史以來最喜歡的人」。Urban Word NYC的執行董事麥可·切雷爾利（Michael Cirelli）稱她是一位「精力充沛的人」，並打趣表示其「個人簡介每隔兩週便會過期」。在2014年，戈爾曼據報希望成為一位人權倡導者。

## 獲得榮譽與頭銜
- 2014年：洛杉磯青年桂冠詩人[73]
- 2017年：國家青年桂冠詩人（英语：National Youth Poet Laureate）[74]
- 2017年：OZY（英语：OZY (media company)）天才獎[75]
- 2018年：《魅力（英语：Glamour (magazine)）》10大「年度大學女性」[76]
- 2019年：《根源（英语：The Root）》25大「青年未來人」[77]
- 2021年：《時代》百大次世代領導人「奇才」[2]

## 作品

### 詩集
- . Urban Word LA. 2015. ISBN 978-0-9900122-9-0.
- Taylor, Keren (编). . . Los Angeles: WriteGirl Publications. 2013: 210; 281. ISBN 978-0-98370812-4. OCLC 868918187.
- . Viking Books for Young Readers. 2021. ISBN 978-0-593-46506-6. OCLC 1232185776.
- . Viking Books for Young Readers. 2021. ISBN 978-0-593-46527-1. OCLC 1232234825.
- . Viking Books for Young Readers. 2021. ISBN 978-0-593-20322-4. OCLC 1232149089.

### 聲音書
- Change Sings: A Children's Anthem （页面存档备份，存于）, 2021, Audible. (ISBN 0593203224、978-0-593-20322-4). 10 mins.
- The Hill We Climb and Other Poems （页面存档备份，存于）, 2021, Audible. (ISBN 059346527X、978-0593465271). 1 hr.

### 文章
- "How Poetry Gave Me a Voice （页面存档备份，存于）". November 21, 2014. The Huffington Post. ISSN 2369-3452.
- "Touching a Diverse Audience: A Conversation With Author Sharon G. Flake （页面存档备份，存于）". January 30, 2015. The Huffington Post. ISSN 2369-3452.
- "Meet Laya DeLeon Hayes, Voice Of Doc McStuffins （页面存档备份，存于）". August 9, 2016. The Huffington Post. ISSN 2369-3452.
- "Poetry, Purpose, and Path: An Interview with Los Angeles Poet Laureate Luis Rodriquez （页面存档备份，存于）" [sic]. August 9, 2016. The Huffington Post. ISSN 2369-3452.
- "Native People Are Taking Center Stage. Finally. （页面存档备份，存于）". November 17, 2018. The New York Times. ISSN 0362-4331 .
- "I'm Not Here to Answer Your Black History Month Questions （页面存档备份，存于）". February 13, 2019. The New York Times. ISSN 0362-4331.

## 外部連結
- 官方网站
- 阿曼達·戈爾曼在互联网电影资料库（IMDb）上的資料（英文）
- "'Unity With Purpose.' Amanda Gorman and Michelle Obama Discuss Art, Identity and Optimism" （页面存档备份，存于）. Interview with Michelle Obama, Time, February 4, 2021.